# پلی (متاکریلیک اسید)
پلی(متاکریلیک اسید) (به انگلیسی: Poly(methacrylic acid)) با فرمول شیمیایی (C۴H۶O۲)n یک ترکیب شیمیایی است. که جرم مولی آن متغیر می‌باشد. 